# Guardia Republicana de Argelia

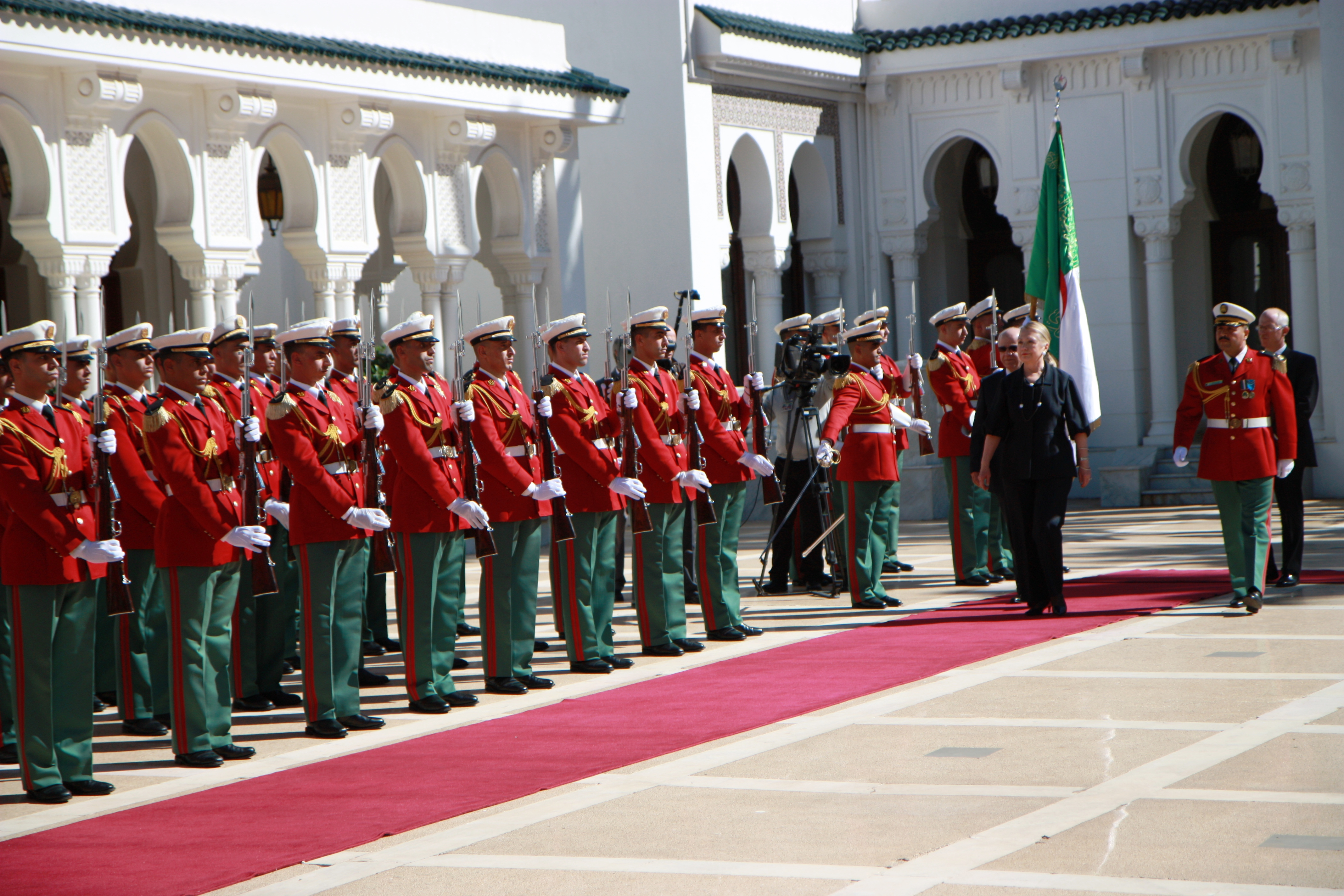
La secretaria de Estado de los Estados Unidos, Hillary Clinton, inspeccionando la Guardia de honor Republicana en Argel, 2012.

La Guardia Republicana de Argelia (en árabe: الحرس الجمهوري الجزائري) (en francés: Garde républicaine algérienne), es una unidad militar del ejército argelino que está bajo la autoridad directa del Presidente de Argelia.

## Estructura
La Guardia Republicana tiene varios regimientos de desfile, protección, escolta e intervención. Los regimientos de la Guardia Republicana incluyen el Regimiento Especial de Intervención.
La Guardia Republicana de Argelia está formada por unos 12.000 efectivos, incluye una unidad de caballería. El destacamento de caballería tiene sus raíces en las tradiciones de la famosa caballería bereber, especialmente la caballería númida y de la igualmente famosa caballería árabe.
Desde el 3 de octubre de 2006, la Guardia Republicana es una fuerza militar autónoma, con mando propio.

## Historia
La Guardia Republicana fue fundada por un grupo de unidades de caballería que procedían de la ciudad de El Eulma situada en Sétif. La unidad rinde honores al Presidente de Argelia.
En 1963, tuvo lugar la formación del primer núcleo de caballería en el centro de cría de caballos de Sidi Mabrouk en Constantina, sus elementos fueron trasladados al Cuartel de El Eulma con un número de jinetes no superior a 23. En ese mismo año se inició la formación de la unidad de caballería. 
Posteriormente se reclutó a 70 jóvenes de las aldeas para que se unieran a la nueva unidad. La unidad se llamó originalmente "Establecimiento Nacional de Equitación". En 1964, participó por primera vez en el festival de equitación en Oued Himimine en Constantina. En 1965, el primer jinete militar participó en una competencia de saltos celebrada en Italia. En 1966, con la participación de la Federación Ecuestre de Argelia, se organizó una sesión de formación para jinetes militares y civiles bajo la supervisión de entrenadores extranjeros. En el período de 1967 a 1968, se impartieron cursos de formación a entrenadores argelinos en el campo de la equitación con la ayuda de expertos extranjeros y adquiriendo caballos de raza alemana. En 1970, cuatro jinetes del Grupo de Gendarmería de la reserva ministerial participaron con la selección nacional en una competición internacional en Marruecos. Tras la creación de la Guardia Republicana en 1972, las formaciones de caballería se reforzaron con elementos de las tropas especiales de la ciudad de Skikda. A partir de esta fecha, las formaciones de caballería participan en varios actos culturales y deportivos y su principal misión consiste en rendir honores a dignatarios a caballo o a pie. Desde entonces, la Guardia montada se ha visto en campeonatos y competiciones deportivas nacionales e internacionales, incluidas competiciones celebradas en Ruan (Francia), Novi Sad (Serbia), Rabat (Marruecos), Damasco (Siria) y Trípoli (Libia).

## Misión
La misión de la caballería republicana es ofrecer una exhibición oficial mezclando la historia, la cultura y las tradiciones de la nación argelina con una exhibición de disciplina militar y profesionalismo. Su misión incluye proteger al presidente y los edificios gubernamentales como el Palacio de El Mouradia, así como dar la bienvenida a los invitados extranjeros y participar en eventos nacionales.

## Unidad musical
La caballería posee una banda de música que toca el Himno nacional de Argelia, "Qasaman" y otras canciones nacionales en ocasiones oficiales, como una visita oficial de un jefe de Estado extranjero, o en eventos internacionales donde se reúnen unidades militares musicales. Las unidades tocan varios instrumentos musicales, incluida la gaita tradicional.

## Uniforme y equipo
Los uniformes ceremoniales de la caballería reflejan los colores y las tradiciones nacionales de Argelia. Se compone de pantalón verde, túnica roja y capa blanca larga. Estos colores son los de la Bandera de Argelia. Los soldados también están equipados con un tocado blanco tradicional que lleva el escudo de armas de la caballería republicana de Argelia y una espada. Los caballos de la caballería republicana son purasangres de color blanco, van equipados con un arnés con el escudo de la caballería y con un triple ponpón (blanco, rojo y verde) sobre la cabeza.
Los soldados de infantería de la Guardia visten un uniforme de gala rojo y verde con gorras blancas con visera.

## Armamento

### Pistolas
| Nombre        | Imagen   | Origen                 | Tipo                   | Calibre              | Notas                                                                   |
| Pistolas      | Pistolas | Pistolas               | Pistolas               | Pistolas             | Pistolas                                                                |
| ------------- | -------- | ---------------------- | ---------------------- | -------------------- | ----------------------------------------------------------------------- |
| Makarov PM    |          | Unión Soviética        | Pistola semiautomática | 9 × 18 mm Makarov    |                                                                         |
| Caracal       |          | Emiratos Árabes Unidos | Pistola semiautomática | 9 × 19 mm Parabellum |                                                                         |
| Glock 17 / 18 |          | Austria                | Pistola semiautomática | 9 × 19 mm Parabellum | Puede equiparse con una linterna eléctrica y un kit de conversión RONI. |
| Glock 31      |          | Austria                | Pistola semiautomática | 9 × 22 mm            |                                                                         |
| Beretta 92    |          | Italia                 | Pistola semiautomática | 9 × 19 mm Parabellum |                                                                         |

### Fusiles de asalto
| Nombre             | Imagen            | Origen            | Tipo              | Calibre                          |
| Fusiles de asalto  | Fusiles de asalto | Fusiles de asalto | Fusiles de asalto | Fusiles de asalto                |
| ------------------ | ----------------- | ----------------- | ----------------- | -------------------------------- |
| AKM                |                   | Unión Soviética   | Fusil de asalto   | 7,62 × 39 mm                     |
| Steyr AUG          |                   | Austria           | Fusil de asalto   | 5,56 × 45 mm OTAN                |
| Heckler & Koch G36 |                   | Alemania          | Fusil de asalto   | 5,56 × 45 mm OTAN                |
| AR-M4SF            |                   | Bulgaria          | Fusil de asalto   | 5,56 x 45 mm OTAN / 7,62 x 39 mm |

### Subfusiles
| Nombre             | Imagen     | Origen     | Tipo       | Calibre              |
| Subfusiles         | Subfusiles | Subfusiles | Subfusiles | Subfusiles           |
| ------------------ | ---------- | ---------- | ---------- | -------------------- |
| Beretta M12        |            | Italia     | Subfusil   | 9 × 19 mm Parabellum |
| Steyr TMP          |            | Austria    | Subfusil   | 9 × 19 mm Parabellum |
| Heckler & Koch MP5 |            | Alemania   | Subfusil   | 9 × 19 mm Parabellum |
| Heckler & Koch MP7 |            | Alemania   | Subfusil   | HK 4,6 × 30 mm       |

### Ametralladoras
| Nombre           | Imagen         | Origen          | Tipo                               | Calibre        |
| Ametralladoras   | Ametralladoras | Ametralladoras  | Ametralladoras                     | Ametralladoras |
| ---------------- | -------------- | --------------- | ---------------------------------- | -------------- |
| RPK              |                | Unión Soviética | Ametralladora ligera               | 7,62 × 39 mm   |
| RPK-74           |                | Unión Soviética | Ametralladora ligera               | 5,45 × 39 mm   |
| Ametralladora PK |                | Unión Soviética | Ametralladora de propósito general | 7,62 × 54 mm R |

### Fusiles de francotirador
| Nombre                       | Imagen                   | Origen                   | Tipo                     | Calibre                  |
| Fusiles de francotirador     | Fusiles de francotirador | Fusiles de francotirador | Fusiles de francotirador | Fusiles de francotirador |
| ---------------------------- | ------------------------ | ------------------------ | ------------------------ | ------------------------ |
| Sako TRG                     |                          | Finlandia                | Fusil de francotirador   |                          |
| Remington MSR                |                          | Estados Unidos           | Fusil de francotirador   |                          |
| Accuracy International G22A2 |                          | Reino Unido              | Fusil de francotirador   |                          |
| Dragunov SVD                 |                          | Unión Soviética          | Fusil de francotirador   | 7,62 × 54 mm R           |
| Zastava M93 Black Arrow      |                          | Serbia                   | Fusil de francotirador   |                          |

### Escopetas
| Nombre           | Imagen    | Origen    | Tipo      | Calibre   |
| Escopetas        | Escopetas | Escopetas | Escopetas | Escopetas |
| ---------------- | --------- | --------- | --------- | --------- |
| SPAS-12          |           | Italia    | Escopeta  |           |
| Beretta RS-202M2 |           | Italia    | Escopeta  |           |

### Armas eléctricas
| Nombre                 | Imagen                 | Origen                 | Tipo                   |
| Armas de electrochoque | Armas de electrochoque | Armas de electrochoque | Armas de electrochoque |
| ---------------------- | ---------------------- | ---------------------- | ---------------------- |
| X-26                   |                        | Estados Unidos         | Taser                  |

### Lanzacohetes
| Nombre       | Imagen       | Origen          | Tipo                          |
| Lanzacohetes | Lanzacohetes | Lanzacohetes    | Lanzacohetes                  |
| ------------ | ------------ | --------------- | ----------------------------- |
| RPG-7        |              | Unión Soviética | Granada propulsada por cohete |

## Vehículos

### Camiones militares
| Nombre               | Imagen | Origen           | Tipo           |
| -------------------- | ------ | ---------------- | -------------- |
| Mercedes-Benz Unimog |        | Alemania Argelia | Camión militar |
| Mercedes-Benz Zetros |        | Alemania Argelia | Camión militar |

### Helicópteros
| Nombre                        | Imagen | Origen  | Tipo                   |
| ----------------------------- | ------ | ------- | ---------------------- |
| AgustaWestland AW109          |        | Italia  | Helicóptero utilitario |
| Eurocopter AS350 Ecureuil     |        | Francia | Helicóptero ligero     |
| Eurocopter AS355 Ecureuil 2   |        | Francia | Helicóptero ligero     |
| Aérospatiale AS550/555 Fennec |        | Francia | Helicóptero utilitario |

### Motocicletas
| Nombre      | Imagen | Origen   | Tipo        |
| ----------- | ------ | -------- | ----------- |
| BMW K1100   |        | Alemania | Motocicleta |
| BMW R1100RT |        | Alemania | Motocicleta |
| BMW R1200RT |        | Alemania | Motocicleta |

### Transportes blindados de personal
| Nombre      | Imagen | Origen           | Tipo                            |
| ----------- | ------ | ---------------- | ------------------------------- |
| TPz Fuchs 2 |        | Alemania Argelia | Transporte blindado de personal |

### Vehículos de movilidad de infantería
| Nombre   | Imagen | Origen                         | Tipo                                |
| -------- | ------ | ------------------------------ | ----------------------------------- |
| NIMR ISV |        | Emiratos Árabes Unidos Argelia | Vehículo de movilidad de infantería |

### Vehículos todoterreno
| Nombre                | Imagen | Origen   | Tipo                 |
| --------------------- | ------ | -------- | -------------------- |
| Toyota Land Cruiser   |        | Japón    | Vehículo todoterreno |
| Mercedes-Benz Clase G |        | Alemania | Vehículo todoterreno |